# Landrat (Baltikum)
Landräte im Baltikum waren, von der 2. Hälfte des 16. Jahrhunderts bis 1918, von den Baltischen Ritterschaften gewählte Wahlbeamte und gehörten den Landratskollegien an. Im Baltikum gehörten bis 1918 Livland und Oesel, Estland und Kurland dazu. Litauen war 1569 eine Einheit mit Polen eingegangen, bedingt durch den Niedergang Polen-Litauens und der Teilung Polens blieb Litauen bis 1917 Teil des Russischen Kaiserreichs. Der Versammlungsraum der Landräte war die Landratskammer. Außer in Kurland, dort wurde sie als Ritterhaus bezeichnet.

## Landräte nach Ritterschaften

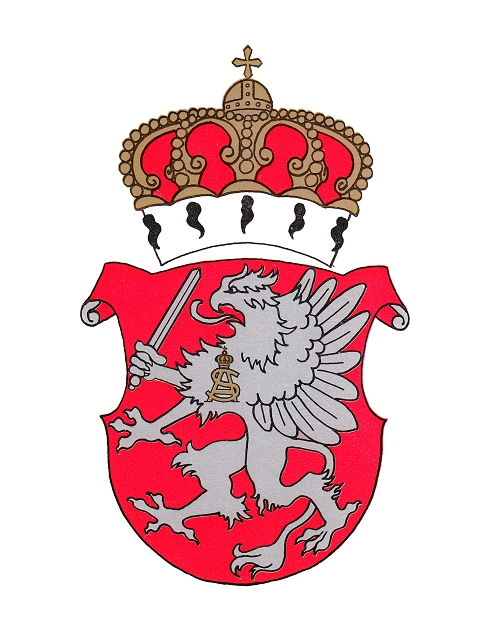
Wappen der Livländischen Ritterschaft
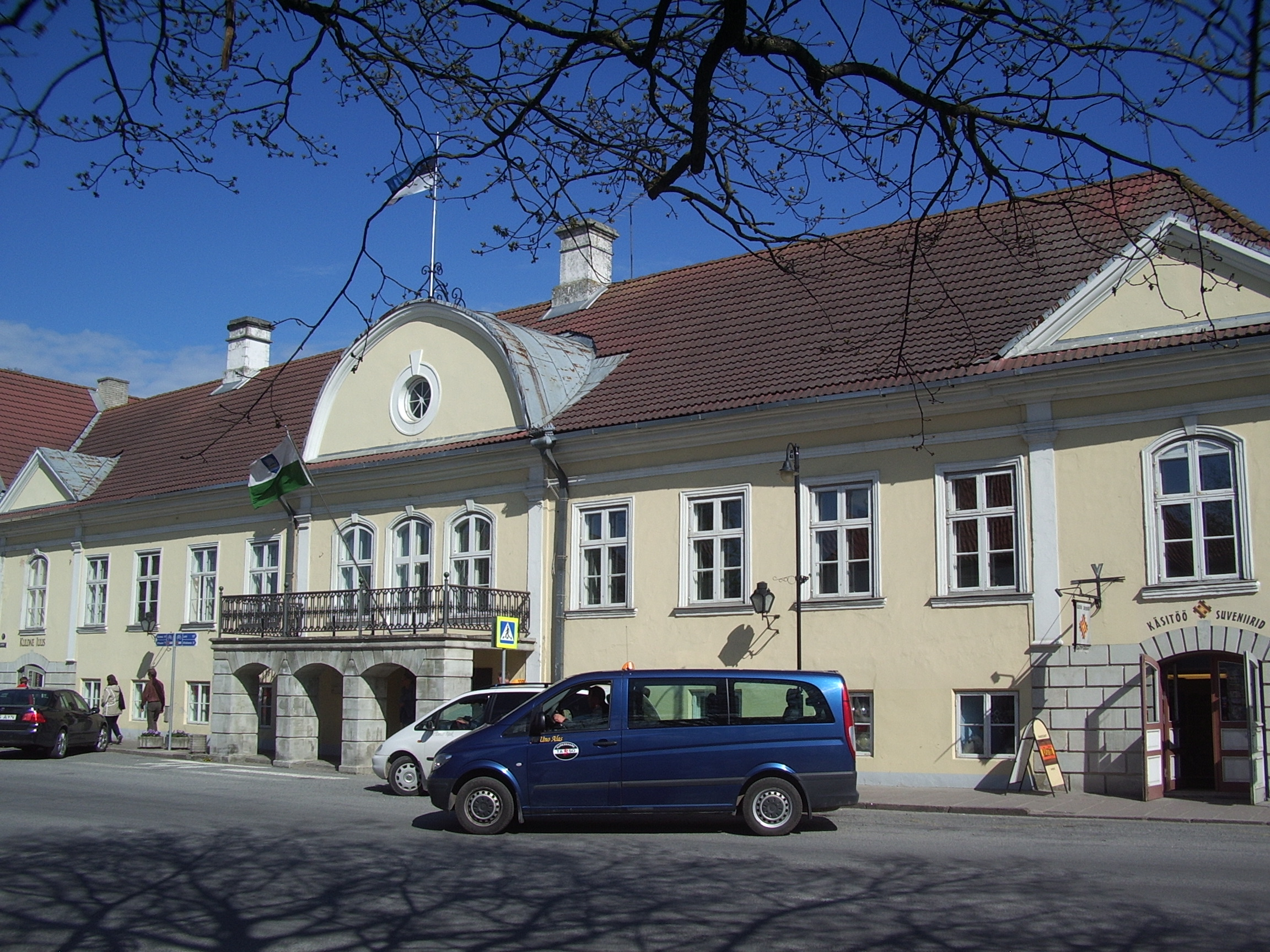
Ritterschaftshaus der Oeselschen Ritterschaft Arensburg (2007)
Wappen von Estland
Wappen der Kurländischen Ritterschaft

### Livland und Oesel
Die Livländische Ritterschaft und die Oeselsche Ritterschaft entsandte in das Landratskollegium einen Wahlbeamten auf Lebenszeit.

### Estland
Die Estländische Ritterschaft entsandte als Mitglied zum Landratskollegium ebenfalls einen Wahlbeamten auf Lebenszeit. In diesem Amte war der Landrat bis 1889 gleichzeitig Mitglied beim Oberlandgericht.

### Kurland
Stammsitz der Kurländischen Ritterschaft war das Ritterhaus in Pilten, sie wählten aus ihrer Mitte einen Landrat, der sie im Landratskollegium vertrat. Das Amt des Landrates wurde 1817 aufgehoben.

## Präsidierende und residierende Landräte
Ein präsidierendes Amt bedeutet, dass der Amtsinhaber den Vorsitz eines Gremiums innehat, es ist gleichbedeutend mit „vorsitzen und leiten“. In Estland vertrat der dienstälteste Landrat den Gouverneur als Vorsitzender beim Oberlandgericht.
Residieren bedeutet, dass der Landrat in einer Residenz amtierte und gleichzeitig dort seinen Wohnsitz hat. Diese Residenz war teilweise das dem Landrat zugeteilte Landratsgut. In Livland hatte der vom Landratskollegium bestimmte Landrat seine Residenz im Ritterhaus zu Riga, die 1875 auf drei Jahre festgelegt war. Er war gleichzeitig der Vorsitzende des Landratskollegiums und nahm die Geschäftsführung der Livländischen Ritterschaft wahr. Darüber hinaus nahm er an den Sitzungen der Gouvernementsregierung teil und beriet sich mit dem Landmarschall. Das Amt des residierenden Landrats bestand bis zur Auflösung der Ritterschaft in der Republik Lettland 1920.

## Landratsgut
Das Landratsgut oder Ritterschaftsgut war vorrangig ein Gut der zuständigen vier Ritterschaften, welches in Livland zum Unterhalt der Landräte diente. In Estland diente es gleichwohl als Sitz der Kanzlei beim Oberlandgericht und Manngericht. Die Landräte bezogen aus den Gütern Tafelgelder, dieses waren „Gelder oder Geldsummen, die einem vornehmen Herrn zur Bestreitung seiner Tafel, und in anderer Bedeutung zur Führung seines Hofstaats angewiesen und bestimmt sind.“ Von den Landratsgütern gab es im 19. Jahrhundert in Livland fünf und in Estland drei, während Kurland sein Gut mit dem Ritterhaus und dem ehemaligen Hochstift zu Pilten besaß.

## Landratskollegium
Die Landratskollegien im Baltikum waren vorrangig für die Beratung der zivilen Gouverneure und der staatlichen Provinzverwaltungen zuständig.

### Landratskollegium Livland
Während der russischen Herrschaft in Livland bestand das Landratskollegium aus jeweils sechs Landräten aus dem lettischen und dem estnischen Teil. Nach den russischen Reichsgesetzen waren die Landräte ehrenamtliche Regierungsbeamte der vierten Rangklasse. Sie gehörten dem Gremium auf Lebenszeit an und mussten in den Matrikeln der Baltischen Ritterschaften eingetragen sein. Zu ihren vorrangigen Pflichten zählten die „wachsame, väterliche Sorgfalt für die Aufrechterhaltung der Rechte, Gerechtsame, Einrichtungen und festen Gewohnheitsnormen der Ritterschaft“. Darüber hinaus führten sie in den ritterlichen Institutionen den Vorsitz, nahmen an den Beratungen der Kreisdeputierten im Adelskonvent teil und berieten diese bei ihren Beschlüssen. Das Landratskollegium war für die Führung der Matrikel und Adelsgeschlechtsbücher der nicht-immatrikulierten Gouvermentsadel verantwortlich. Das Landratskollegium war Träger der Selbstverwaltung Livlands, ihm waren folgende Institutionen unterstellt: die Ritterschaftskanzlei, die Kassa-Deputierten, die Ritterschafts-Güterkommission, die aus einem Landrat und vier nach Kreisen gewählten Deputierten bestand, und letztlich die Verwaltung der Post und Wege.

### Landratskollegium Oesel
Im Grundsatz stimmten die Regeln des Landratskollegium auf Oesel mit denen von Livland überein, es bestand aus vier Landräten.

### Landratskollegium Estland
Das „Landrathskollegium Estlands“ war das oberste Gericht des Landes (Oberlandgericht) und bestand über 600 Jahre; es war damit das älteste Gericht im Baltikum. Die Mitglieder des Landratskollegiums wurden auf Lebenszeit gewählt. Schon zu Zeiten des Deutschen Ordens bildeten zwölf Landräte das höchste Selbstverwaltungsorgan des Landes. Der Landtag trat alle drei Jahre in Reval zusammen. Der präsidierende Vorsitzende vertrat den Generalgouverneur am Oberlandgericht, die Räte wurden auf Lebenszeit gewählt und waren Mitglieder des Ritterschaftsausschusses. „Außerdem bekleidete je ein Landrat das Amt eines Präses des Konsistoriums, des Kuratoriums der Ritter- und Domschule zu Reval und war Oberkirchenvorsteher in einem der vier Kreise.“

### Landratskollegium im Kurland
Die in Pilten residierende oberste Regierungsbehörde hatte sich 1819 zu einem gemeinsamen Gremium im Herzogtum Kurland und Semgallen zusammengeschlossen. Alle Mitglieder gehörten dem Piltenschen und später dem Kurländischen Adels an. Die von der Kurländischen Ritterschaft gewählten sechs Landräte repräsentierten und bildeten ebenfalls das Landgericht.